# Cassandra Magrath
Cassandra Magrath (Melbourne, 8 de enero de 1981) es una actriz australiana de cine y televisión; ha intervenido en series televisivas en su país, fuera de este es sobre todo conocida por su papel de Liz Hunter en la película de terror Wolf Creek.

## Carrera
Cassandra empezó a actuar a la edad de 11 años, con un papel en el programa infantil de televisión Ocean Girl.
También interpretó a Charlene en la serie infantil de la ABC australiana The Wayne Manifesto, emitida en 1996. Magrath también actuó como Alison Pi Renfrey en The Crash Zone, 
Además de dichas series, también apareció en el video de The Butterfly Effect 'Gone'. 
Después llegarían sus papeles protagonistas en cine en Wolf Creek como Liz Hunter y en el thriller de Michael Adante Vanished, en el que interpretó a Winona Grant.

## Filmografía

### Cine
| Año  | Título                  | Personaje   | Notas                                  |
| ---- | ----------------------- | ----------- | -------------------------------------- |
| 1996 | Hotel De Love           | Suzy        |                                        |
| 2003 | The Rouseabout          | Chloe       | Cortometraje                           |
| 2005 | Wolf Creek (Wolf Creek) | Liz Hunter  | Junto a John Jarratt y Kestie Morassi. |
| 2009 | Ink                     | Narradora   | Cortometraje                           |
| 2010 | Summer Coda             | Ella        |                                        |
| 2011 | Vanished                | Winona Gant |                                        |
| 2011 | Life Swap               | Jess        | Cortometraje                           |
| 2011 | Big Mamma's Boy         | Stacey      |                                        |
| 2012 | Ringwood                | Johnno      | Cortometraje                           |
| 2013 | Winners & Losers        |             |                                        |

### Series de televisión
| Año/s     | Serie                          | Personaje                    | Notas          |
| --------- | ------------------------------ | ---------------------------- | -------------- |
| 1994      | Janus                          | Chica                        |                |
| 1994-1995 | Ocean Girl                     | Zoe Kondelos                 |                |
| 1996-1997 | The Wayne Manifesto            | Charlene                     |                |
| 1998-2000 | SeaChange                      | Miranda Gibson               |                |
| 1998-2001 | Zona de choque (Crash Zone)    | Alison 'Pi' Renfrey          |                |
| 2002      | Shock Jock                     | Stephanie Thom               |                |
| 2002-2004 | Blue Heelers                   | Corinne Sharp/Jessica Taylor |                |
| 2004      | Wicked Science                 | Jess Faraday                 |                |
| 2006      | Real Stories                   | Caitlin Hill                 |                |
| 2008      | City Homicide                  | Bree Lynch                   |                |
| 2010      | The Pacific                    | Helen                        |                |
| 2012      | Neighbours                     | Celeste McIntyre             |                |
| 2012      | Miss Fisher's Murder Mysteries | Myrtle Hill                  |                |
| 2013      | House Husbands                 | Sarah Weats                  |                |
| 2013      | Wentworth                      | Hayley Jovanka               |                |
| 2015      | Footballer Wants a Wife        | Jackie                       | 5 episodios    |
| 2016      | Jack Irish                     | Rosie                        | episodio # 1.5 |
| 2018      | Underbelly Files: Chopper      | Sparks                       | episodio # 1.1 |

### Apariciones
| Año  | Programa  | Notas |
| ---- | --------- | ----- |
| 2005 | Rove Live | -     |

### Videos musicales
| Año | Artista              | Canción | Notas |
| --- | -------------------- | ------- | ----- |
|     | The Butterfly Effect | "Gone"  |       |